# Synagoga w Chorzelach
Synagoga w Chorzelach – nieistniejąca synagoga, która znajdowała się w Chorzelach.
Synagoga została zbudowana w XIX wieku. Podczas II wojny światowej synagoga została rozebrana podczas przymusowych robót miejscowych Żydów, na rozkaz ówczesnego burmistrza miasta. Po zakończeniu wojny nie została odbudowana.